# Wilhelm Wærn
Adolf Wilhelm Wærn (Wilhelm Waern), född 21 februari 1839 i Steneby församling, Älvsborgs län, död 16 juni 1876 i Jakob och Johannes församling, Stockholms stad var en svensk bruksägare och riksdagsman. Han studerade vid Filipstads bergsskola och lantbruksinstitut i Tyskland.
Wilhelm Wærn var disponent vid Billingsfors bruk och Bäckefors bruk samt vid Baldersnäs bolag. Han var ledamot av riksdagens första kammare 1875–1876, invald i Älvsborgs läns valkrets.
Wilhelm Wærn var vid sin död också vd för Dalslands järnväg, som då var under byggnad och var en drivande kraft för att få till stånd en järnväg mellan Fredrikshald och Mellerud. Dalslands Järnväg döpte ett av sina första fem ånglok, tenderloket DJ 5 från Nydqvist & Holm i Trollhättan, efter honom.